# Тернопільська обласна філармонія
Тернопільська обласна філармонія — культурно-мистецький заклад у м. Тернополі, що займається організацією концертів і пропагандою музичного мистецтва.
Створений у грудні 1939 року.

## Приміщення

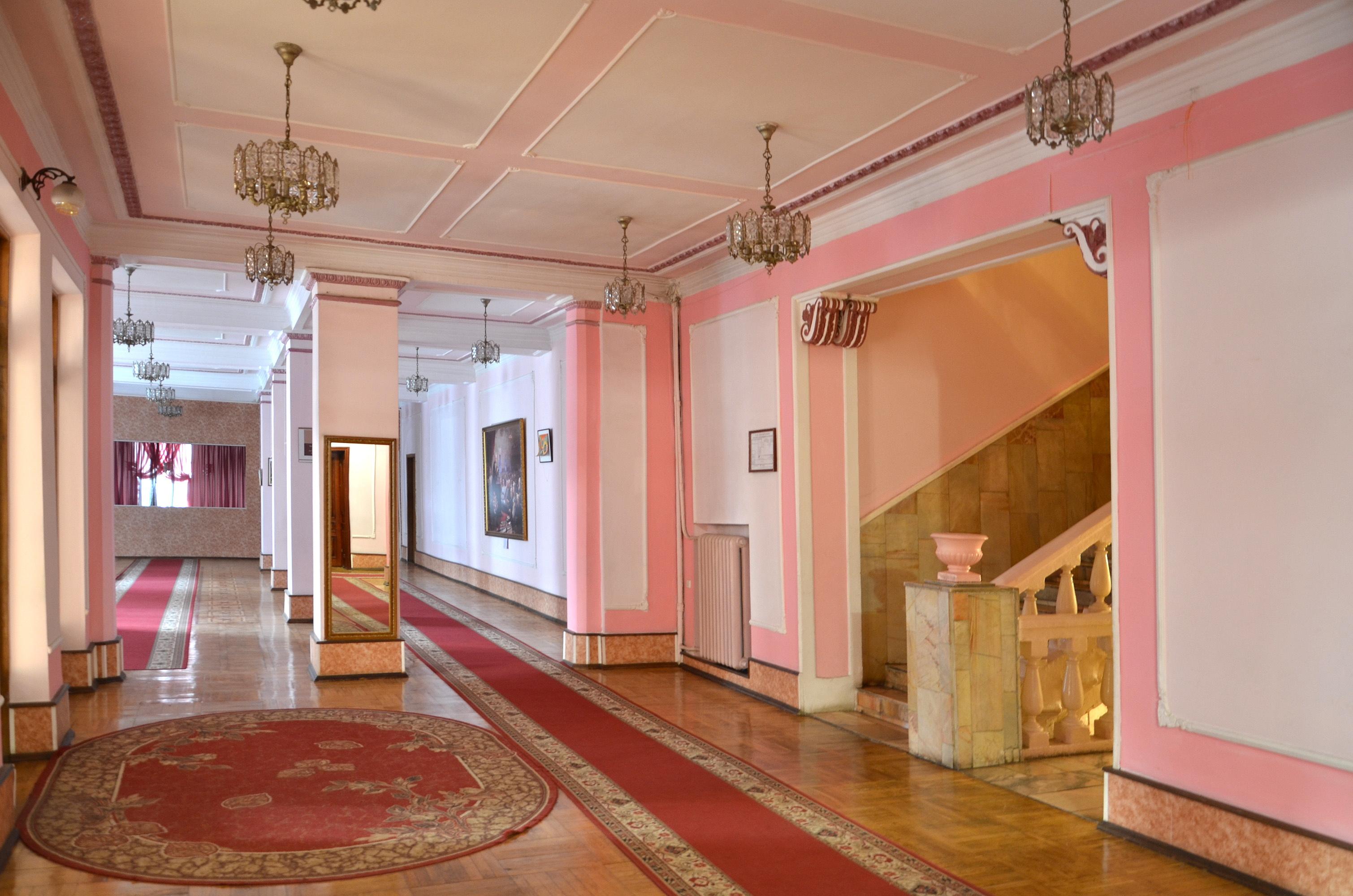
Вестибюль

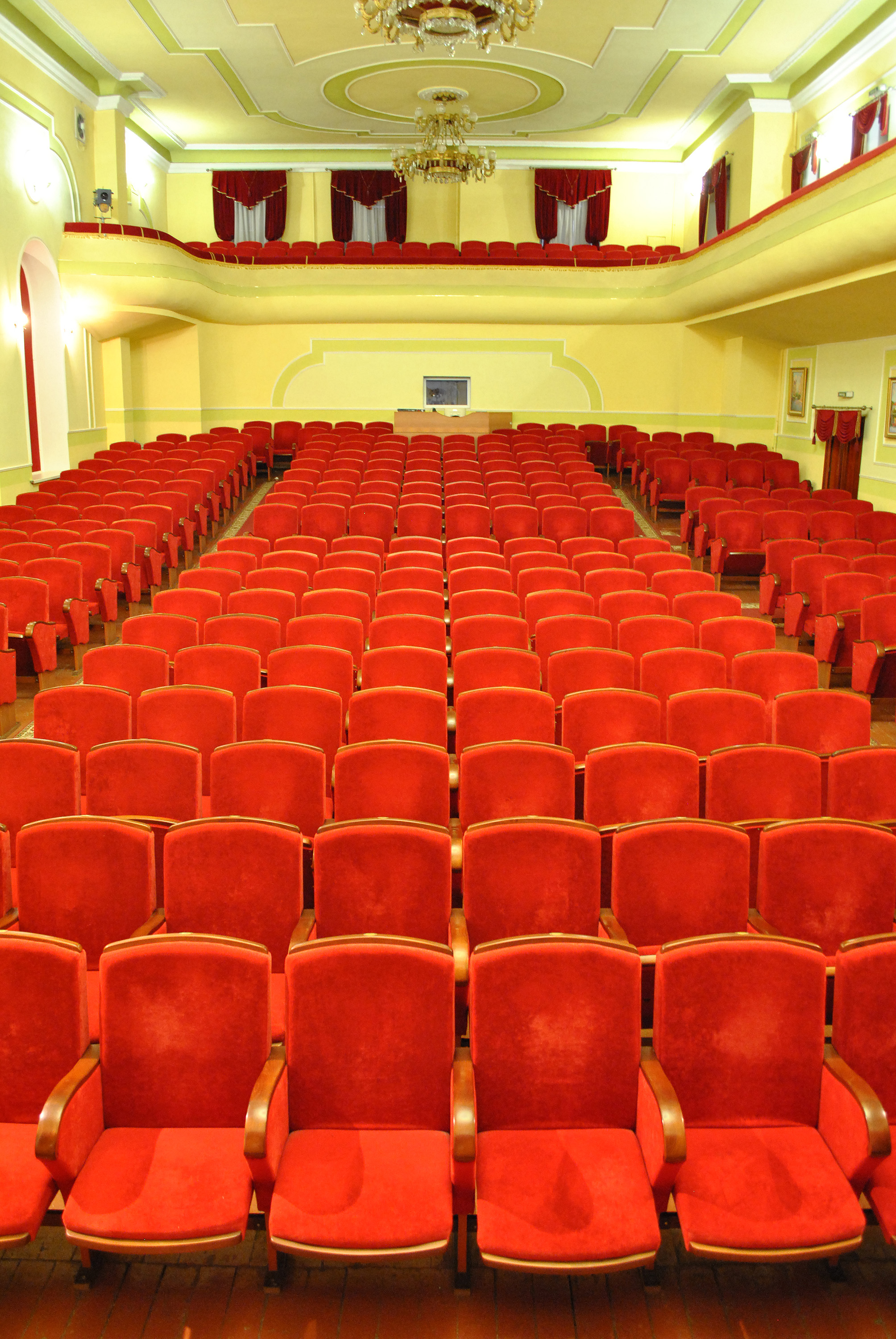
Глядацька зала

Розташований у будинку тернопільського «Міщанського братства» на вулиці Князя Острозького (нині — історико-культурна пам'ятка), де виступали Іван Франко (1905, 1911), хор «Тернопільський „Боян“», Соломія Крушельницька (1928), Богдан Лепкий (1929), працював театр «Тернопільські театральні вечори» (1915—1917) та інші. Наприкінці ХХ століття при філармонії було створено струнний квартет.
У приміщенні філармонії — концертний зал на 400 місць, малий репетиційний зал, кімнати для занять тощо.

## Минуле
Тут працювали:
- хорова капела під керівництвом М. Вороняка,
- вокально-інструментальні колективи «Дністер» (керівник М. Шамлі) і «Збруч» (керівник В. Щуцький),
- фортепіанне тріо Ґ., Р. та Я. Теленків,
- ВІА «Медобори» (кер. Олег Марцинківський),
- симфо-джаз оркестр (керівник В. Семчишин),
- струнний квартет (керівник Ігор Велиган),
- чоловічий вокальний квартет "Акорд" (керівник Є.Гунько)
- музиканти Любов та Віктор Анисимови, Іво Бобул, Микола, О. та С. Болотні, Б. Єфремов, Б. Кирилюк, Г. Котко, Юрій Кройтор, Віктор Павлік, Оксана Пекун, І. Равлюк, Йосип Сагаль, Олександр Сєров, Л. Тимощук та інші.

## Сучасність
Нині в Тернопільській обласній філармонії — понад 150 музикантів, танцюристів, вокалістів — лауреатів міжнародних та всеукраїнських конкурсів;
Нині працюють:
- академічний ансамбль танцю «Надзбручанка» (керівник Юлія Якимчук),
- академічний ансамбль народної музики «Візерунок» (керівник Мирослав Бабчук),
- академічний камерний хор "Бревіс" (керівник Святослав Дунець),
- вокальне тріо «Солов'ї Галичини» (керівник Богдан Іваноньків),
- академічний симфонічний оркестр (керівник Мирослав Кріль)[2],
- камерний оркестр (керівник Кирило Семенченко)
- вокалісти  Левко Корженевський, Наталя Лемішка, Наталія Присіч, Оксана Малецька, Андрій Оленин.
- артистка розмовного жанру, ведуча концертів Андріана Онуфрійчук та інші.

Нині в репертуарі колективу — Понад 40 концертних програм, з якими артисти гастролюють на Тернопільщині, в Україні й за кордоном.

## Співпраця
Тернопільська обласна філармонія співпрацює з Тернопільським музичним училищем, Тернопільським академічним обласним драматичним театром, дитячими музичними школами міста, творчими колективами й артистами з України і зарубіжжя, створює з ними спільні проекти (Олександр Семчук, С. П'ятничко, О. Рапіта, О. Рівняк, М. Стеф'юк, В. Фоґель (США), О. Шутко та інші).
На сцені філармонії під час гастролей у Тернополі виступали відомі митці та мистецькі колективи.

## Директори
- Н. Поліщук, І. Долінський, П. Карабинін, Т. Вісящий, П. Петренко, О. Погребний, А. Шапіро (1944—1953),
- І. Луцик (1953—1959),
- С. Хорольський (1959—1964),
- К. Козачук (1964—1965),
- Г. Батіщев (1965—1973),
- Ю. Баженов (1973—1991),
- Богдан Іваноньків (1991—1993),
- М. Ростоцький (1993—2000),
- Григорій Шергей (2000—2007),
- від 2007 — Ярослав Лемішка[3].